# Gate City
Gate City és una població dels Estats Units a l'estat de Virgínia. Segons el cens del 2000 tenia 2.159 habitants.

## Demografia
Segons el cens del 2000, Gate City tenia 2.159 habitants, 984 habitatges, i 604 famílies. La densitat de població era de 408,6 habitants per km².
Dels 984 habitatges en un 23,7% hi vivien nens de menys de 18 anys, en un 47,9% hi vivien parelles casades, en un 11% dones solteres, i en un 38,6% no eren unitats familiars. En el 36,2% dels habitatges hi vivien persones soles el 19,7% de les quals corresponia a persones de 65 anys o més que vivien soles. El nombre mitjà de persones vivint en cada habitatge era de 2,16 i el nombre mitjà de persones que vivien en cada família era de 2,81.
Per edats la població es repartia de la següent manera: un 20% tenia menys de 18 anys, un 7,3% entre 18 i 24, un 25,7% entre 25 i 44, un 24,8% de 45 a 60 i un 22,2% 65 anys o més.
L'edat mediana era de 43 anys. Per cada 100 dones de 18 o més anys hi havia 81 homes.
La renda mediana per habitatge era de 31.875 $ i la renda mediana per família de 48.068 $. Els homes tenien una renda mediana de 35.875 $ mentre que les dones 22.292 $. La renda per capita de la població era de 19.268 $. Entorn del 4,1% de les famílies i el 13,5% de la població estaven per davall del llindar de pobresa.

## Poblacions més properes
El següent diagrama mostra les poblacions més properes.